# Hibiscus barbosae
Hibiscus barbosae är en malvaväxtart som beskrevs av Arthur Wallis Exell. Hibiscus barbosae ingår i Hibiskussläktet som ingår i familjen malvaväxter. Inga underarter finns listade i Catalogue of Life.